# 马尔苏拉 (上加龙省)
马尔苏拉（法語：Marsoulas）是法国上加龙省的一个市镇，属于圣戈当区（Saint-Gaudens）萨利耶迪萨拉县（Salies-du-Salat）。该市镇总面积2.4平方公里，2009年时的人口为136人。

## 人口
马尔苏拉人口变化图示